# Орден Карлоса III
Королевский Достопочтенный Орден Карлоса III (исп. Real y Distinguida Orden Española de Carlos III) — высший испанский гражданский орден.

## История
Орден был учреждён королём Испании Карлосом III 19 сентября 1771 года в ознаменование рождения внука Карлоса Клименте, сына будущего короля Испании Карла IV и его супруги Марии Луизы. Новый орден был посвящён непорочному зачатию Девы Марии.
Первоначально орден имел две степени, число его членов было ограничено 60 кавалерами. В 1783 году были введены ещё три степени. Вступающие в орден давали клятву верности королю и его семье. В 1808 году после отстранения от власти Карла IV Наполеоном орден был упразднён. После разгрома наполеоновских войск орден вновь был восстановлен, затем, после провозглашения в Испании Республики, орден опять ликвидировали. В 1875 году, с приходом к власти Альфонса XII, орден был восстановлен в прежнем статуте.
Гроссмейстером Ордена является Король Испании.

## Степени
- Цепь
- Большой крест
- Командор со звездой
- Командор
- Кавалер

| Инсигнии ордена        | Инсигнии ордена         | Инсигнии ордена     | Инсигнии ордена | Инсигнии ордена |
| ---------------------- | ----------------------- | ------------------- | --------------- | --------------- |
|                        |                         |                     |                 |                 |
|                        |                         |                     |                 |                 |
| Кавалер Орденской цепи | Кавалер Большого креста | Командор со звездой | Командор        | Кавалер         |

## Описание
Знак ордена представляет собой мальтийский крест, в центре которого в овальном медальоне изображение Девы Марии. Лучи креста, между которыми находятся золотые королевские лилии, покрыты эмалью голубого цвета с белой каймой и имеют на концах золотые шарики. На оборотной стороне креста в центре медальона стоит римская цифра «III», указывающая на создателя ордена. Крест при помощи переходного звена в виде золотого лаврового венка подвешивается либо к орденской ленте, либо орденской цепи.
Звезда ордена своим внешним видом повторяет знак, только большего размера. Центральный медальон окружён белой лентой, на которой начертан девиз «Virtuti et merito», разделённый овальным медальончиком с вензелем Карла III.
Орденская цепь состоит из звеньев, представляющих собой изображения золотых башен, львов и лаврово-пальмовых венков, окружающих римскую цифру «III».
Лента ордена голубая, с широкой белой полосой по середине.

## Иллюстрации

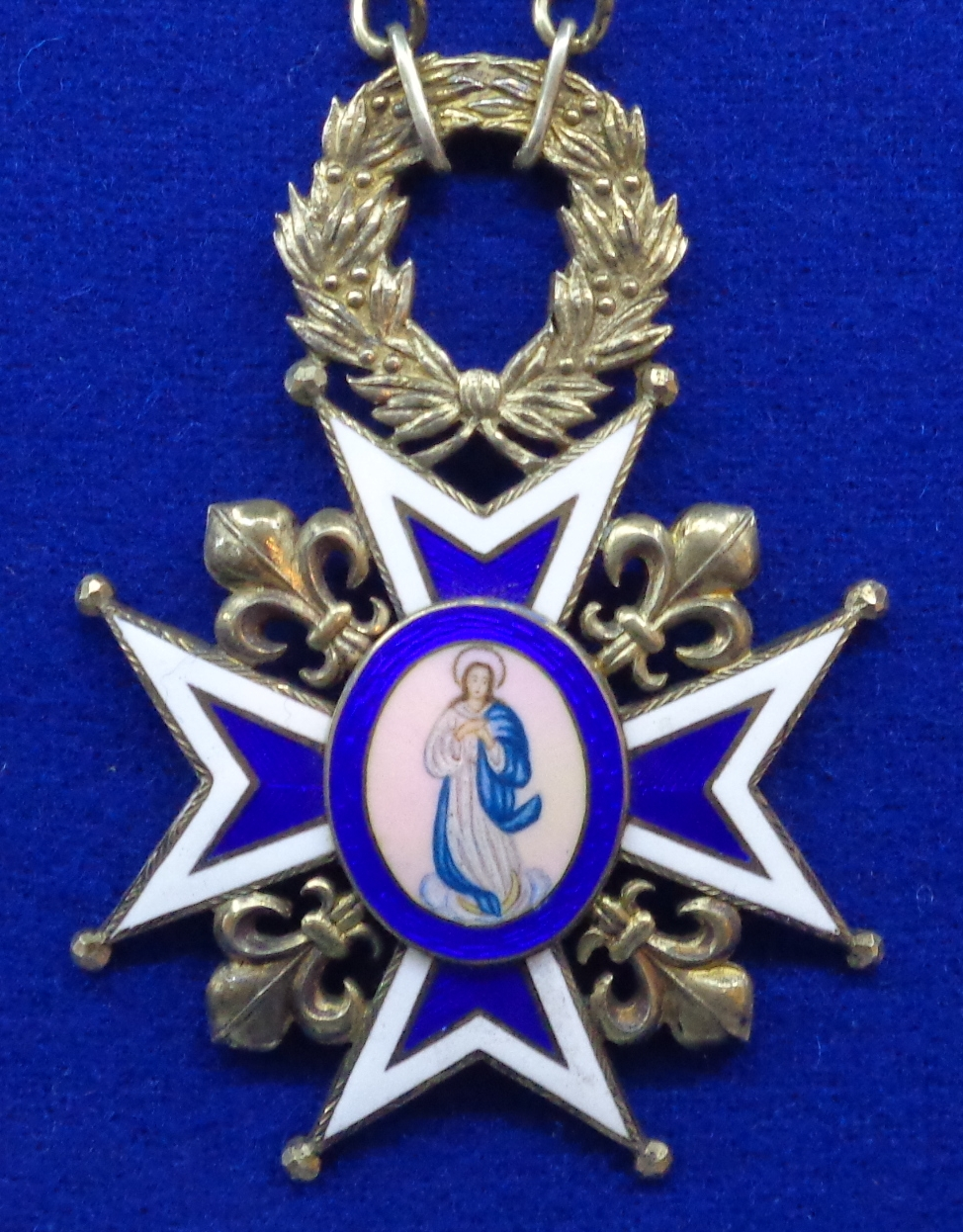
Знак Большого креста на цепи
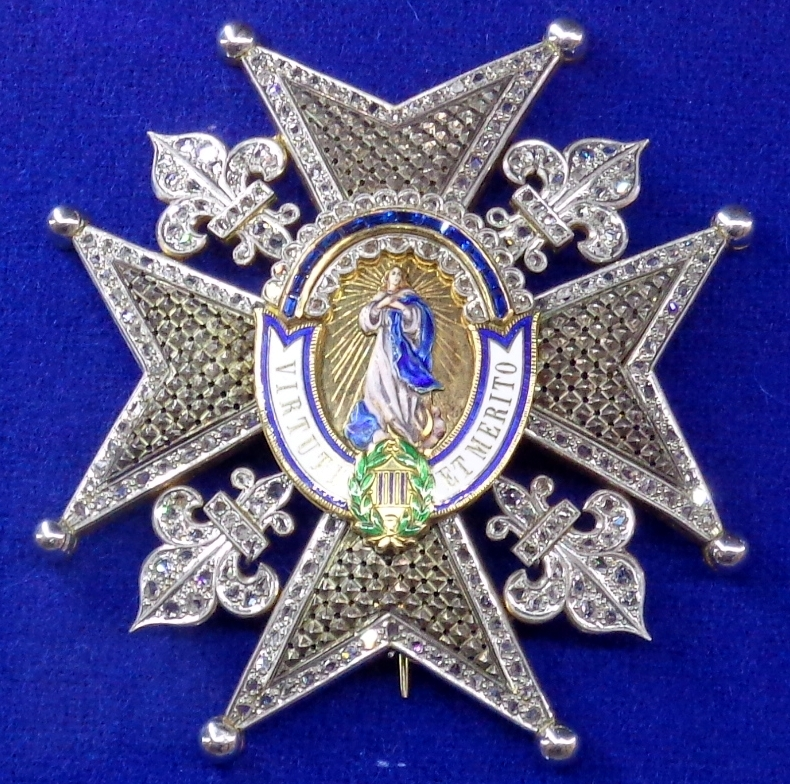
Звезда Большого креста с бриллиантами
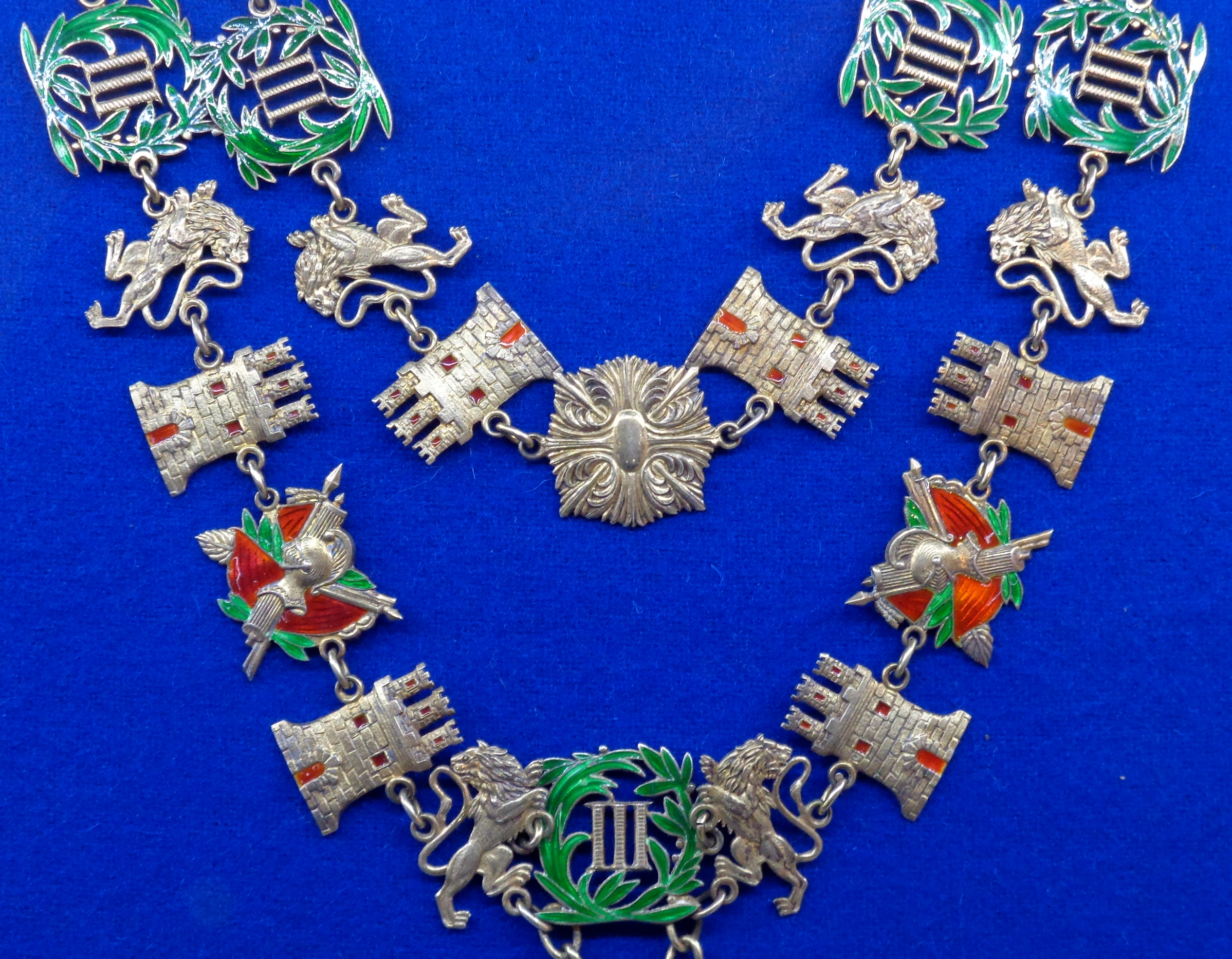
Фрагмент цепи ордена